# Cezar din Dyrrachium
Cezar (numit în alte surse Chesarie) a fost, conform tradiției, un bărbat probabil originar din localitatea Koroni din Moreea, care s-ar fi convertit la creștinism în secolul I. El a fost un ucenic al Sfântului Pavel, fiind considerat unul dintre cei șaptezeci de apostoli ai lui Iisus, iar mai târziu a fost primul episcop de Dyrrachium (azi orașul Durrës din actuala Albania). Potrivit unor surse, el ar fi fost martirizat la Dyrrachium, în timp ce alte surse susțin că el ar fi murit din cauze naturale.
Este venerat ca sfânt de Biserica Catolică, care îl pomenește pe 9 sau 10 decembrie, și de Biserica Ortodoxă, care îl pomenește pe 8 decembrie, împreună cu Sfinții Apostoli Tihic și Onisifor. Ambele confesiuni îl comemorează și pe 30 martie, împreună cu alți apostoli.

## Legături externe
- it  „San Cesare”, santiebeati.it, accesat în 8 decembrie 2019
- en  Apostolul Cezar (OCA)
- en  Alegerea celor 70 de apostoli
- en  Sfinții Apostoli Sostene, Apollo, Tihic, Epafrodit, Onisifor, Chifa și Cezar (Prologul de la Ohrid)